# امید ۱۶بی
امید نوری‌زاده که بیشتر با نام امید ۱۶بی یا ۱۶بی شناخته می‌شود، تهیه‌کننده/آهنگساز و دی‌جی موسیقی الکترونیک بریتانیایی-ایرانی مقیم لندن است. از او به‌عنوان یکی از خالقان سبک تک هاوس یاد می‌شود.

## زندگی
پدر و مادر نوری‌زاده ایرانی بودند، اما او دوران کودکی خود را در پاتنی لندن گذراند. او با گوش دادن به موسیقی راک بزرگ شد و جیمی هندریکس، نیل یانگ و کیور را در میان هنرمندان مورد علاقه‌اش قرار داد – پس از اینکه طرفدار رابرت اسمیت شد، بعداً آهنگ‌های مختلف کیور را ریمیکس کرد. او نواختن گیتار را آموخت و یک گروه راک تشکیل داد، اما پس از شنیدن آهنگ‌های هاردکور در ایستگاه‌های موسیقی غیرمجاز، ساخت آثار خود را با استفاده از تجهیزات اولیه‌ای که خریداری کرده بود آغاز کرد. از سال ۱۹۹۵، تک‌آهنگ‌های هاوس و تکنو اولیهٔ او از تحت برچسب‌های نشر آلولا و دیسکلوژر با نام‌های ۱۶بی و فیزر منتشر شد، اما خیلی زود توجه دی‌جی‌های مشهوری مانند دریک کارتر، فرانسوا گئورگیان و ساشا را به خود جلب کرد. امید با برچسب s آی کیو متعلق به سون وات قرارداد امضا کرد تا نخستین آلبوم خود را به نام صداهایی از اتاقی دیگر را در مارس ۱۹۹۸ منتشر کند؛ اثری که توسط ایندیپندنت در یکشنبه به‌عنوان اثری «آوانگارد» و توسط نشریهٔ موزیک به‌عنوان اثری «بسیار نفس‌گیر» توصیف شد.
اگرچه که امید فعالیت حرفه‌ای خود را به‌عنوان تهیه‌کنندهٔ موسیقی آغاز کرد، اما به درخواست دوستانی که از او می‌خواستند در مهمانی‌های آن‌ها به اجرای موسیقی بپردازد، کم‌کم به سمت فعالیت در زمینهٔ دی‌جی رفت. او موفق شد به‌طور ثابت در باشگاه شبانهٔ المنتز، که توسط رد جری، رئیس شرکت ضبط هوج چونز، اداره می‌شد، به پخش موسیقی مشغول شود. امید در اکتبر ۲۰۰۱ آلبوم ویچ/ویچ ایکوئیشن را با نام مستعار مرد شانزده میلیون دلاری منتشر کرد. او با الهام از انتشار آلبوم سیاره زمین اثر پرینس که در ابتدا به‌عنوان یک کاورمانت با همراهی یک روزنامهٔ بریتانیایی منتشر شد، سومین آلبوم استودیویی خود با نام مانند ۳ گوش و ۱ چشم (قسمت ۱) به‌روشی مشابه به‌عنوان کاورمانت با شمارهٔ نوامبر ۲۰۰۷ مجله دی‌جی منتشر کرد.
امید همچنین مجموعهٔ دی‌جی‌های SOS را تشکیل داد که متشکل از او، دسین مازیلو و دمی بود. این سه نفر به‌عنوان دی‌جی ثابت در باشگاه شبانهٔ مینستری آو ساوند لندن مشغول شدند و از آن‌ها خواسته شد که نخستین سی‌دی میکس این باشگاه را در سال ۲۰۱۰ تولید کنند.